# 雪邦站
雪邦站是一座多倫多地鐵布魯亞－丹佛線車站，坐落加拿大安大略省多倫多市中心雪邦街（Sherbourne Street）和布魯亞西街（Bloor Street West）的交界處，於1966年2月26日聯同該地鐵線的首期路段一起啟用。多倫多公車局（TTC）旗下的75號雪邦街巴士線駛經此站。

## 外部連結
- 维基共享资源上的相關多媒體資源：雪邦站
- （英文）TTC Sherbourne Station （页面存档备份，存于）－多倫多公車局網站 雪邦站頁面